# Giaura nigrilineata
Giaura nigrilineata är en fjärilsart som beskrevs av Alfred Ernest Wileman och Reginald James West 1929.
Giaura nigrilineata ingår i släktet Giaura och familjen trågspinnare. Inga underarter finns listade i Catalogue of Life.